# Urle
Urle [ˈurlɛ] là một ngôi làng thuộc khu vực hành chính của Gmina Jadów, within Wołomin County, Masovian Voivodeship, ở phía đông trung tâm Ba Lan. Nó cách Wołomin khoảng 32 kilômét (20 mi) về phía đông bách và cách thủ đô Warsaw khoảng 53 km (33 mi) về phía đông bắc.
Bản thân ngôi làng có dân số 380 người. Theo một phong tục địa phương, các làng lân cận, đặc biệt là Nowy Jadów-Letnisko và Borzymy-Letnisko, cũng được gọi cùng tên; những ngôi làng này cùng nhau tạo ra một khu phức hợp gần như liền mạch, trải đều ở cả hai phía của tuyến đường sắt Warsaw - Białystok (Warsaw - Đường sắt Saint Petersburg trước đây). Các ngôi làng được phục vụ bởi một điểm dừng đường sắt được đặt tên theo Urle; điểm dừng chỉ được sử dụng bởi các chuyến tàu địa phương của Koleje Mazowieckie (PKP trước đây) đi giữa Warsaw và Małkinia Górna (hoặc gần hơn Łochów trên cùng một tuyến).
Urle nằm trên bờ phía tây của dòng sông Liwiec nhỏ và nông và được bao quanh bởi rừng thông. Tên của nó được cho là bắt nguồn từ một từ "orle" liên quan đến các khu vực ẩm ướt. Vi khí hậu Urle hơi bất thường nên đây là một điểm du lịch và kỳ nghỉ phổ biến cho những người sống ở Warsaw. Nhiều ngôi nhà cho thuê bằng gỗ đã được xây dựng ở đó trong thời kỳ trước Thế chiến II; vai trò của một điểm đến mùa hè (được phản ánh trong tên "letnisko" của nhiều điểm vệ tinh của nó) vẫn được tiếp tục trong suốt thời kỳ Cộng sản khi một số trung tâm cắm trại lớn được xây dựng. Người dân cũng tiếp tục đi thăm các ngôi làng, thuê căn hộ trong những ngôi nhà thuê cũ hoặc đơn giản là trong những túp lều nông dân; hình thức nghỉ mát này có biệt danh là "wczasy pod gruszą" (nghĩa đen là "ngày lễ dưới gốc cây lê"). Vào mùa du lịch, các "đại lý" chuyên nghiệp (mặc dù không chính thức) đã chờ đợi khách hàng tiềm năng tại nhà ga. Sự phổ biến của Urle giảm dần sau năm 1989; một số trung tâm cắm trại, trước đây được điều hành bởi các công ty đang gặp khó khăn, đã bị thanh lý.